# Вилча (Брашов)
Вилча (рум. Vâlcea) — село у повіті Брашов в Румунії. Входить до складу комуни Шинка.
Село розташоване на відстані 163 км на північний захід від Бухареста, 35 км на захід від Брашова.

## Населення
За даними перепису населення 2002 року у селі проживали 219 осіб, усі — румуни. Усі жителі села рідною мовою назвали румунську.